# Club Atlético Universitario (Córdoba)
El Club Atlético Universitario (hoy llamado Club Universitario Córdoba) es una entidad deportiva de la ciudad de Córdoba, Argentina. Fue fundado el  8 de abril de 1907, su principal actividad es el fútbol (actualmente se encuentra en la Primera División de la LCF). 
También se practica hockey, rugby, hándbol, vóley, básquet, natación, tenis, y gimnasio. El estadio de este club está ubicado en el Barrio Alto Alberdi.

## Historia
El 8 de abril de 1907, en el Salón Amarillo del Café del Plata, los delegados de las facultades de medicina, ingeniería y derecho se reunieron con el propósito de fundar el Club Atlético Universitario, teniendo como base el Club Facultad de Medicina, campeón en 1906. Gregorio Martínez fue su primer presidente.
En 1908 y 1909 La U logró sus primeros títulos. En 1941, fue subcampeón detrás de Talleres.
En 1942, logró ganar la LCF con 4 puntos de ventaja sobre sus escoltas, Belgrano y Talleres. Horacio Martínez Rivanera, con 15 goles, fue el máximo anotador.
En la temporada 1989/90 disputó el Torneo del Interior (1986-1995), un campeonato de fútbol de tercera división que agrupaba a los clubes indirectamente afiliados a la AFA.
Además, en las temporadas 1999/00 y 2002/03 participó en el Torneo Argentino B. Y dos años más tarde (2005) en el Torneo del Interior.

## Deportistas consagrados del Club
- Soledad García, jugadora de hockey sobre césped; nacida el 12 de junio de 1981 en Córdoba, Argentina. Su posición de juego es delantera. Además de jugar en Universitario jugó en los clubes Rot Weiss (Alemania), Push (Holanda), y Laren (Holanda). Es una exintegrante de Las Leonas, el seleccionado nacional de hockey sobre césped femenino con el que ganó la Copa del Mundo de Perth 2002 y Rosario 2010, la medalla de plata en los Juegos Olímpicos de Sídney 2000 y la medalla de bronce en los Juegos Olímpicos de Atenas 2004 y Pekín 2008, entre otros logros. Sole ha sido elegida dos veces como la Mejor Jugadora Joven del Mundo por la Federación Internacional de Hockey, en los años 2002 y 2004.

- Claudio Javier "El Piojo" López n. 17 de julio de 1974; Río Tercero, Córdoba, Argentina) es un jugador de fútbol retirado. Dejó el fútbol en 2011, luego de ser campeón de la Major League Soccer con el Colorado Rapids de los Estados Unidos. Se ha destacado en su posición delantera (principalmente de pie dominante zurdo) por su velocidad y efectividad de cara a puerta. En 1992 vistió la camiseta de Universitario de Córdoba, y un año después, fue convocado para integrar la Selección nacional Sub-17, dirigida en ese momento por Reinaldo Merlo.

- Las futbolistas femeninas Mayra Acevedo, Celeste Racca y Sasha Zapata.

## Rivalidades
La "U" tiene como clásico rival al Club Atlético Las Palmas.

## Palmarés

### Torneos Locales
- Primera División de la Liga Cordobesa (2): 1942 y 2000[3]